# Castillo de Escuer
El castillo de Escuer o Torraza de Escuer es una fortificación del siglo XIV situada en la localidad oscense de Escuer Alto en el municipio de Biescas.

## Historia
Se tiene constancia de Escuer desde 1184, que sería una posición fortificada usada desde la época musulmana. Pascual Madoz en su Diccionario geográfico-estadístico-histórico de España y sus posesiones de Ultramar afirma:

Desde el tiempo de los sarracenos se conservan todavía varias atalayas sumamente fuertes que ha respetado la destructora mano del tiempo: 3 son las más importantes que aún existen en los pueblos de Escuer, en el de Larrede y la terera a 1 hora de dist. de Jaca en su monte llamado Boalar
Tomo 9. p.487

En el siglo XVI se reformó el interior de la torre. El castillo fue usado como vivienda hasta 1936 cuando en el marco de la guerra civil española se intentó volarlo. En 2005 tuvieron lugar obras de restauración y consolidación de las ruinas.